# Ковдор
Ковдор (на руски: Ковдор) е град в Русия, административен център на Ковдорски район, Мурманска област. Населението на града към 1 януари 2018 година е 16 623 души.